# Maggi Baaring
Maggi Baaring, född 1913, död 2004, var en dansk illustratör. 
Maggi Baaring är särskilt känd som illustratör av flickboksserien om Pernille av Gretha Stevns (Eilif Mortansson).